# Andreas Schotel
Andreas Schotel (Rotterdam, 1896 - 1984) was een Nederlands graficus. Hij maakte vele etsen van het leven en de werkzaamheden van de Noord-Brabantse boeren en landarbeiders. Daarbij documenteerde hij nauwgezet de overgang van traditionele naar gemechaniseerde bedrijfsvoering.
Hij was getrouwd met Mies Gips. Zij kregen drie dochters waarvan er een op jeugdige leeftijd overleed.

## Levensloop en werkzaamheden
Schotel was de zoon van een lakker. Vanaf zijn veertiende werkte hij als patroontekenaar op een Rotterdamse tapijtenfabriek. Tijdens de Eerste Wereldoorlog was hij in Noord-Brabant gelegerd nabij de grens van het door Duitsland bezette België. In 1916 kwam hij vrij uit dienst en bezocht toen de Rotterdamse Kunstacademie. Daar bekwaamde hij zich in de grafische kunsten, met name het etsen. Samen met Johannes Proost, met wie hij een artistiek en politiek (communistisch) bondgenootschap sloot, kreeg hij les van onder meer de Rotterdamse graficus Antoon Derkzen van Angeren. Net als bij Derkzen van Angeren ging hun aandacht naar havens, industrie en vereenvoudigde landschappen. Beiden waren grote bewonderaars van de 17e-eeuwse Hercules Seghers.
In 1922 kwam hij, via de directeur van de Kralingse gasfabriek, in contact met diens broer, Cornelis Sissingh. Deze was houtvester op het Landgoed de Utrecht. Hier mocht hij gratis wonen nabij de brandtoren te Esbeek. Hij maakte er een portret van directeur Ingenegeren. Verkopen deed hij echter nauwelijks iets en na een jaar moest het gezin terugkeren.
Hij verlangde echter terug naar Esbeek en schafte zich een tuinhuisje aan dat in 1923 naar Esbeek werd overgebracht. Het gezin bracht in dit twee bij twee meter metende huisje de zomermaanden door. Het huisje kwam te staan vlak bij de opzichterswoning van de Oranjebond van Orde, die de Rovertsche Heide had ontgonnen. Hiervandaan betrok men elektriciteit en water werd uit een waterput gehaald.
Schotel was communist en aldus een vreemde eend in de bijt, maar het contact met de plaatselijke bevolking getuigde van wederzijds respect. Esbeek kende toch al een aantal immigranten, zoals protestantse boeren die door de ontginningsmaatschappijen waren aangetrokken vanwege hun kennis van moderne landbouwmethoden. Hieronder bevonden zich enkele Zuid-Bevelandse families die zelfs hun klederdracht trouw bleven dragen.
De kunst van Schotel was naturalistisch. De etsen van Schotel tonen het landschap en de werkende mensen. De laatsten werden uitgebeeld vanuit de schoonheid van de werkzaamheden en niet zozeer als aanklacht tegen armoede. Zijn etsen bieden nauwkeurige tijdsdocumenten aangaande alles wat eens gewoon was maar geleidelijk verdween om plaats te maken voor nieuwe zaken (primitieve dorsmachines, bijvoorbeeld) die op hun beurt eveneens weer verdwenen zijn.
Schotel was onder meer bevriend met kunstenaar Jan van der Heijden uit Netersel en met J.M. Lauwers, schoolhoofd van Esbeek en schrijver van Langs de Hilverboorden, een gelegenheidswerkje over het Brabantse landschap en volk, waarvoor hij tien etsen vervaardigde.
Samen met Johannes Proost ontwikkelde hij de techniek van de schoongedrukte ets. Hierbij werd gewerkt met zelfgebrande lak in plaats van inkt. Als pigment werd houtroet gebruikt. Hij ontwikkelde de mari, een werktuig dat de inkt van de etsplaat verwijderde maar die in de gleuven intact liet.

## Erkenning

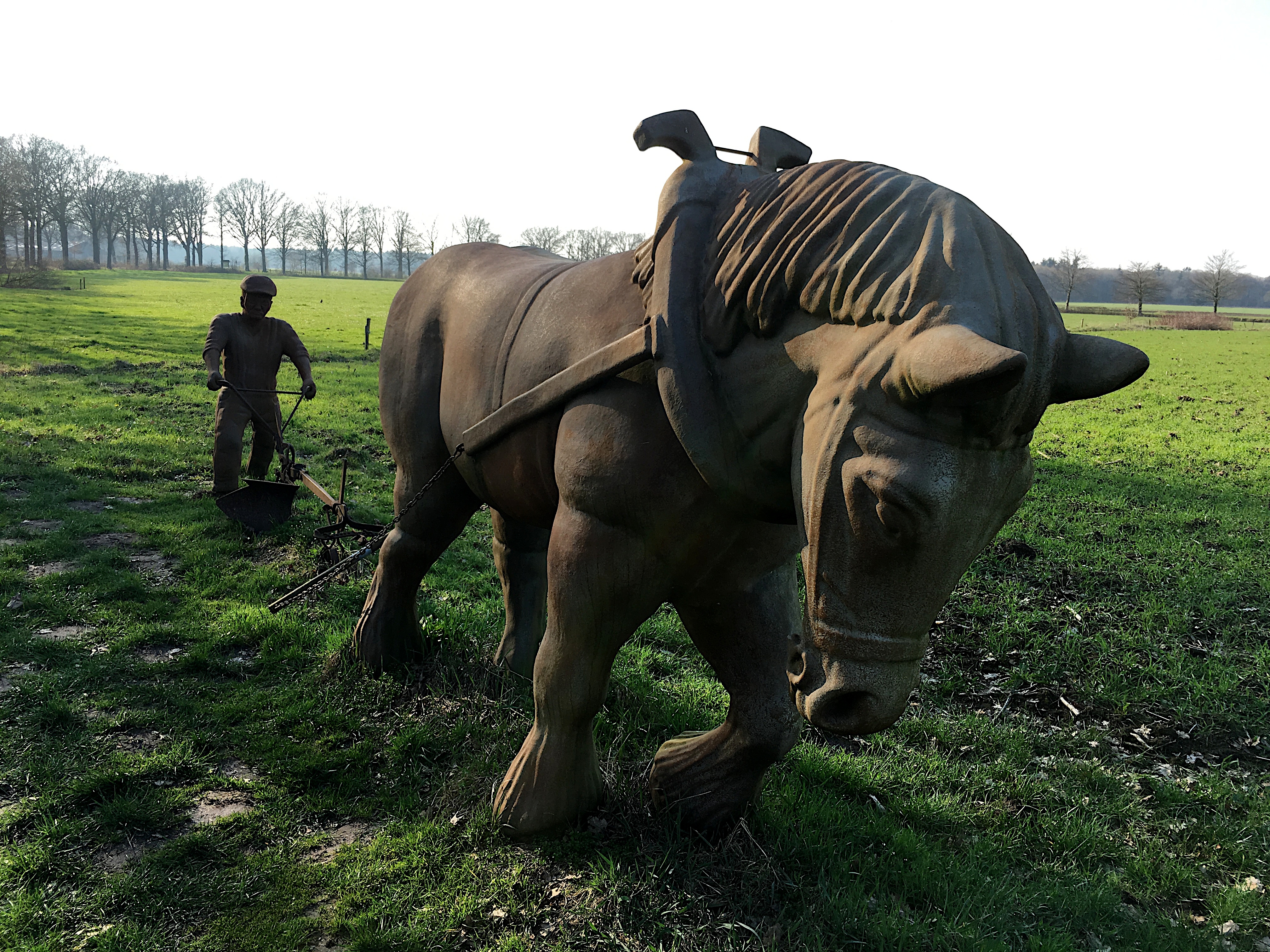
Verroeste pk's, op een ets van Schotel gebaseerd sculptuur op de kunstroute

Andreas Schotel vond pas erkenning op hoge leeftijd. In 1979 werd te Esbeek de 'Stichting Vrienden van Andreas Schotel' opgericht. Deze leent ook etsen uit aan de Esbeekse inwoners. In mei 2009 werd in Esbeek het Andreas Schotel Museum geopend in de Schuttershof, een tapperij waar de kunstenaar regelmatig kwam.
In 2015 werd de 'Andreas Schotel wandel- en kunstroute' uitgezet langs plekken waar de kunstenaar werkte. Daar staan schildersezels opgesteld en vijf door de Esbeekse kunstenaar Hannes Verhoeven (1984) gemaakte sculpturen. Ze zijn soms meer dan levensgroot en geïnspireerd door werk van Schotel. Een daarvan, in het Arnoldspark, is een zes meter hoog een polychroom figuur en beeldt de Rotterdamse zelf kunstenaar uit. Ook het primitieve tuinhuisje genaamd De schuttel, waarin hij zomers als hij in Esbeek was met zijn gezin verbleef, maakt deel uit van de route.